# この指と〜まれ!
『この指と〜まれ!』（このゆびと〜まれ）は、フジテレビ（地上波関東ローカル）とBSフジで2017年から2020年まで放送されたバラエティ番組で、指原莉乃の冠番組である。

## 概要
人気アイドルグループから新人グループ、さらには全国で活動するすべてのアイドルたちの魅力を引き出すべく奮闘していく、アイドルによるアイドルのためのアイドル総合バラエティ番組である。MCを務める指原莉乃が、毎回ゲストとして登場する夢を抱いて頑張るアイドルたちが集まり、そのアイドルたちのパワーを余すことなく輝かせるため、現役アイドルたちにまつわるさまざまなジャンルのテーマに沿って本気のトークを展開する。さらに、番組では指原がチェアマンを務める日本最大級のアイドルイベント『TOKYO IDOL FESTIVAL』（通称：TIF（ティフ））と、同イベントを主催するTOKYO IDOL PROJECT（通称：TIP（ティップ））関連イベントの最新情報も発信していく。
season1はフジテレビ（関東ローカル）で2017年5月6日から9月16日まで毎週土曜 2:00 - 2:30（金曜深夜）、BSフジでは、同年5月14日から10月1日まで毎週日曜 2:00 - 2:30 （土曜深夜）に放送されていた。2018年1月1日（月曜日）4:00 - 5:00には『この指と〜まれ! 2018元旦スペシャル』が放送され、一部のフジテレビ系列局にも同時ネットされた。2018年4月29日から8月26日までフジテレビ（関東ローカル）にて毎月1回日曜 2:00 - 3:00（土曜深夜）にseason2として再開された。BSフジでも同年5月7日から毎月1回月曜 1:00 - 2:00 （日曜深夜）に放送。上記8月26日放送分後、予告なしのまま休止状態に入り、そのまま終了したが、2019年1月1日（火曜日）4:00 - 5:00に『祝!TIF10周年 この指と〜まれ!2019元旦SP』が放送された。2019年5月27日からフジテレビ（関東ローカル）にてseason3が毎月1回不定期の放送として再開された。2020年9月25日にフジテレビ（関東ローカル）にてseason4が放送決定した。
2021年7月12日、『TOKYO IDOL FESTIVAL 2021』（同年10月2日、3日開催）より同イベントの2代目チェアマンに長濱ねる（元欅坂46 / 元けやき坂46）を起用。同年9月19日（18日深夜）からは長濱がMCを務める新番組『ねる、取材行ってきます〜TOKYO アイドルタイムズ〜』がフジテレビ（関東ローカル）にて放送を開始した。これにより、『この指と～まれ!』は2020年10月19日（18日深夜）の放送をもって終了、約3年半の歴史に幕を下ろした。

## 出演者
TOKYO IDOL FESTIVAL チェアマン
- 指原莉乃[注 1]

アイドルサポーター
- 土田晃之

この指特命担当・ナレーション
- 矢吹奈子（HKT48→IZ*ONE）[注 3][注 4]

### ゲスト
season1

- チームしゃちほこ（#1）
- 大阪☆春夏秋冬（#2、#17）
- アンジュルム（#3）
- わーすた（#4、#14）
- でんぱ組.inc&妄想キャリブレーション（#5）
- PASSPO☆（#6、#14、#17）
- アップアップガールズ（仮）（#7、#14）
- 26時のマスカレイド（#8、#19）
- ベイビーレイズJAPAN（#9）
- sora tob sakana（#10、#14）
- まねきケチャ（#11、#14、#16、#18）
- 東京女子流（#12）
- i☆Ris（#13）
- こぶしファクトリー（#14）
- いぎなり東北産（#14）
- ベボガ!（虹のコンキスタドール黄組）（#14）
- マジカル・パンチライン（#14）
- 神宿（#15）
- サンスポアイドルリポーター（#15）
- Dolly Kiss（#15）
- 小野華純（#15）
- 岡井つばさ（#15）
- HKT48（#16）
- パピマシェ（#17）
- STU48（#17）
- 風男塾（#17）
- BiSH（#18）
- =LOVE（#18、#20）

2018元旦スペシャル

- =LOVE
- 大阪☆春夏秋冬
- チームしゃちほこ
- まねきケチャ
- Task have Fun
- つばきファクトリー
- Parfait

season2

- 純粋カフェ・ラッテ（#1）
- ナナランド（#1）
- 九州女子翼（#2）
- predia（#2）
- 桜エビ〜ず（#3）
- フルーレット（#3）
- tipToe.（#4）
- ミルクス本物（#4）
- =LOVE（#5）
- こぶしファクトリー（#5）
- フィロソフィーのダンス（#5）

2019元旦スペシャル

- 朝日奈央
- 浦えりか
- 玉井杏奈
- ナナランド
- なんキニ!
- フィロソフィーのダンス
- 大宮アイドール

season3

- でんぱ組.inc（#1）
- BEYOOOOONDS（#1）
- はちみつロケット（#2）
- 二丁目の魁カミングアウト（#2）
- 森みはる（26時のマスカレイド）（#2）
- EON（大阪☆春夏秋冬）（#2）
- 鍛治島彩（アップアップガールズ（2））（#2）
- 沖口優奈（マジカル・パンチライン）（#2）
- =LOVE（#3）
- chuLa（#3）
- 真っ白なキャンバス（#3）
- マリオネッ。（#3）
- メイビーME（#3）
- 小川暖奈（吉本坂46）（#3）
- Task have Fun（#4）
- ≠ME（#4）
- ラストアイドル（#4）
- 小田川楽空（LiKE）（#4）
- 金子なつき（メイビーME）（#4）
- SENA（MELLOW MELLOW）（#4）
- 南向いずみ（BLACKNAZARENE）（#4）
- 新谷真由（Pimm's）（#4）
- 西野千明（真っ白なキャンバス）（#4）
- 柊宇咲（monogatari）（#4）
- 吉永杏菜（BenjaminJasmine）（#4）

season4

- アイドルマスター シャイニーカラーズ（ストレイライト）（#1）
- ≠ME（#1）
- えくれあエクレット（#1）
- キミのガールフレンド（#1）
- BudLaB（#1）
- P-Loco（#1、#2）
- FlowFlow（#1）
- 未完成リップスパークル（#1）
- 桃色革命（#1）
- 豆柴の大群（#2）

## ネット局と放送時間
season1
- フジテレビ 土曜 2:00 - 2:30（金曜深夜、2017年5月6日 - 9月16日）
- BSフジ 日曜 2:00 - 2:30（土曜深夜、2017年5月14日 - 10月1日）

season2
- フジテレビ 日曜 2:00 - 3:00（月1回・土曜深夜、2018年4月29日 - 8月26日）
- BSフジ 月曜 1:00 - 2:00（月1回・日曜深夜、2018年5月7日 - 9月10日）

season3
- フジテレビ 不定期（月1回・深夜、2019年5月27日 - 8月26日）
- BSフジ 不定期 （月1回・深夜、2019年6月30日 - ）

season4
- フジテレビ 金曜 1:25 - 2:25（木曜深夜、2020年9月25日）
- フジテレビ 月曜 1:55 - 2:55（日曜深夜、2020年10月19日）

## スタッフ
- ナレーション：山中章子（フジテレビアナウンサー / 2019元旦およびseason3）[注 4]
- 制作：石井浩二
- 構成：酒井健作、エドボル、中村豪、宇野智史
- 美術制作：藤原基宏
- 美術デザイナー：長尾彩香
- TP：山本真吾
- CAM：小森谷健太朗
- VE：桂明宏
- 音声：絹山幸宏
- 照明：浅沼弘二
- 編集：与那嶺涼
- MA：伊藤一馬
- タイトルロゴ：武田紗代子
- 音響効果：斉藤信之
- 技術協力：fmt、モアバウンスサウンド、IMAGICA、TOC
- 衣装協力：ikka、e.m.、FURFUR、Ouca
- 協力：フジアール、代々木アニメーション学院
- 編成：村上正成
- 広報：齋田悠
- AP：鎌田葵美子
- ディレクター：加藤浩明、得能和貴、金只和史、堀敬介
- プロデューサー：渡辺未生、岡本衣紅子、鳥澤貴享、佐久間史晃、鈴木麻美、時宗大、杉山宏道、岡江美香子、笹谷隆司
- 演出：鈴木一休
- 総合演出・プロデューサー：神原孝
- チーフプロデューサー：菊竹龍
- 制作協力：FCC、K-ten、officepancho
- 制作：フジテレビ 総合事業局 イベント事業センター事業部
- 制作著作：フジテレビ